# Sportovec roku 2005

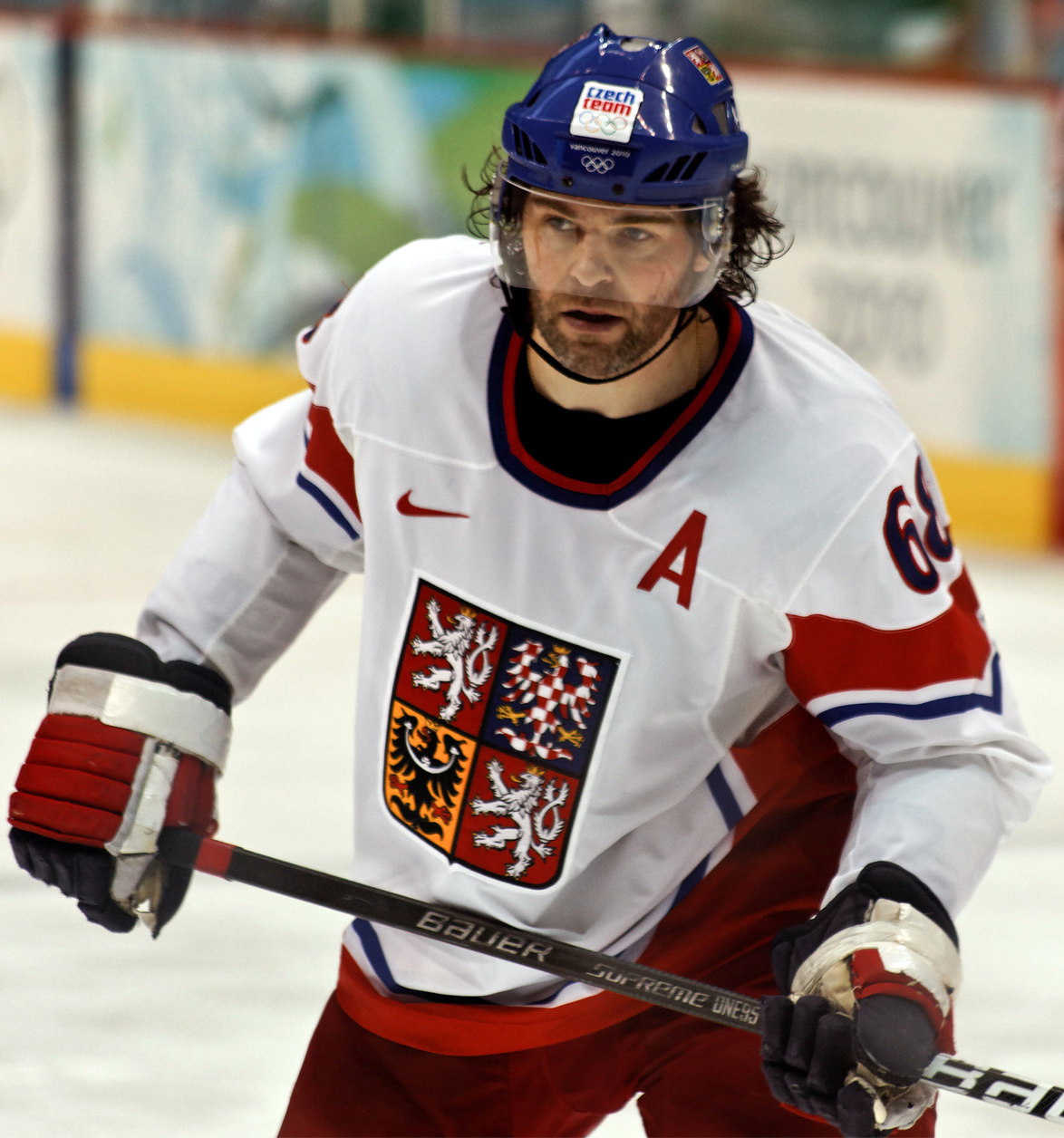
Jaromír Jágr

Sportovec roku 2005 byl 47. ročník ankety Sportovec roku a třináctý v samostatném Česku. Vítězem se stal hokejista Jaromír Jágr, který toho roku dovedl národní tým k titulu mistrů světa na šampionátu ve Vídni. Česká hokejová reprezentace díky tomu ovládla v anketě i kategorii kolektivů. Cenu Emila Zátopka pro českou sportovní legendu obdržel fotbalista Josef Masopust. Ten československou reprezentaci dovedl k historickému stříbru na mistrovství světa v Chile roku 1962 a ve stejném roce byl vyhlášen nejlepším fotbalistou Evropy. V anketě Sportovec roku toho roku ale nezvítězil, skončil až třetí za sourozenci Romanovými a Věrou Čáslavskou. Cenu Emila Zátopka si Masopust převzal osobně, zemřel v roce 2015.

## První desítka jednotlivci
1. Jaromír Jágr (lední hokej) - 1442 bodů
2. Kateřina Neumannová (lyžování) - 1400 bodů
3. Jakub Janda (skoky na lyžích) - 1138 bodů
4. Roman Šebrle (atletika) - 1030 bodů
5. Petr Čech (fotbal) - 824 bodů
6. Vladimír Šmicer (fotbal) - 761 bodů
7. Nicole Vaidišová (tenis) - 642 bodů
8. Šárka Záhrobská (lyžování) - 629 bodů
9. Roman Dostál (biatlon) - 548 bodů
10. Věra Cechlová-Pospíšilová (atletika) - 651 bodů

## První trojka družstva
1. česká hokejová reprezentace - 406 bodů
2. česká fotbalová reprezentace - 288 bodů
3. česká ženská basketbalová reprezentace - 285 bodů

## Junioři
1. Šárka Záhrobská (lyžování)
2. Zuzana Hejnová (atletika)
3. Jitka Antošová a Gabriela Vařeková (veslování)

## Sportovní legenda
- Josef Masopust